# Preila
Preila je pobřežní vesnice ležící v litevské části Kurské kosy v seniorátu Preilos-Pervalkos seniūnija ve městě/okrese Neringa v Klaipėdském kraji v Národním parku Kuršská kosa.

## Další informace
Založena byla v roce 1843 obyvateli, kteří původně bydleli v Nagliai, vesnici, která byla v 19. století zasypána pískem. Ve vesnici se nachází několik památkově chráněných rybářských domků. Zdrojem obživy obyvatel Preily je především rybolov a turistický ruch.